# Сомпольно
Сомпольно (пол. Sompolno)  —  город  в Польше, входит в Великопольское воеводство,  Конинский повят.  Имеет статус городско-сельской гмины. Занимает площадь 6,21 км². Население 4900 человек (на 2004 год).